# 양현고등학교
양현고등학교(養賢高等學校)는 대한민국 전북특별자치도 전주시 덕진구 장동에 있는 공업 고등학교이다.

## 학교 연혁
- 2012년 4월 17일 : 도립학교 설립 심의, 30학급 인가
- 2015년 1월 26일 : 양현고등학교 준공
- 2015년 3월 1일 : 양현고등학교 개교
- 2015년 3월 1일 : 제1대 김갑식 교장 부임
- 2016년 3월 1일 : 교육부지정 과학중점학교 운영
- 2017년 3월 1일 : 도지정 진로맞춤형 혁신학교 운영
- 2018년 2월 7일 : 제1회 졸업생 175명(졸업생 누계 175명)
- 2020년 9월 1일 : 제3대 이종혁 교장 부임
- 2022년 3월 1일 : 도지정 진로맞춤형 혁신더하기학교 운영
- 2024년 2월 2일 : 제7회 졸업식(졸업생 248명, 누계 1,910명)
- 2024년 3월 4일 : 제10회 입학식(입학생 272명)
- 2024년 9월 1일 : 자율형공립고 2.0 운영('24.09.01~'29.08.31)

## 참고 자료
- 양현고등학교 - 한국교육학술정보원 학교알리미